# 小面 (能面)

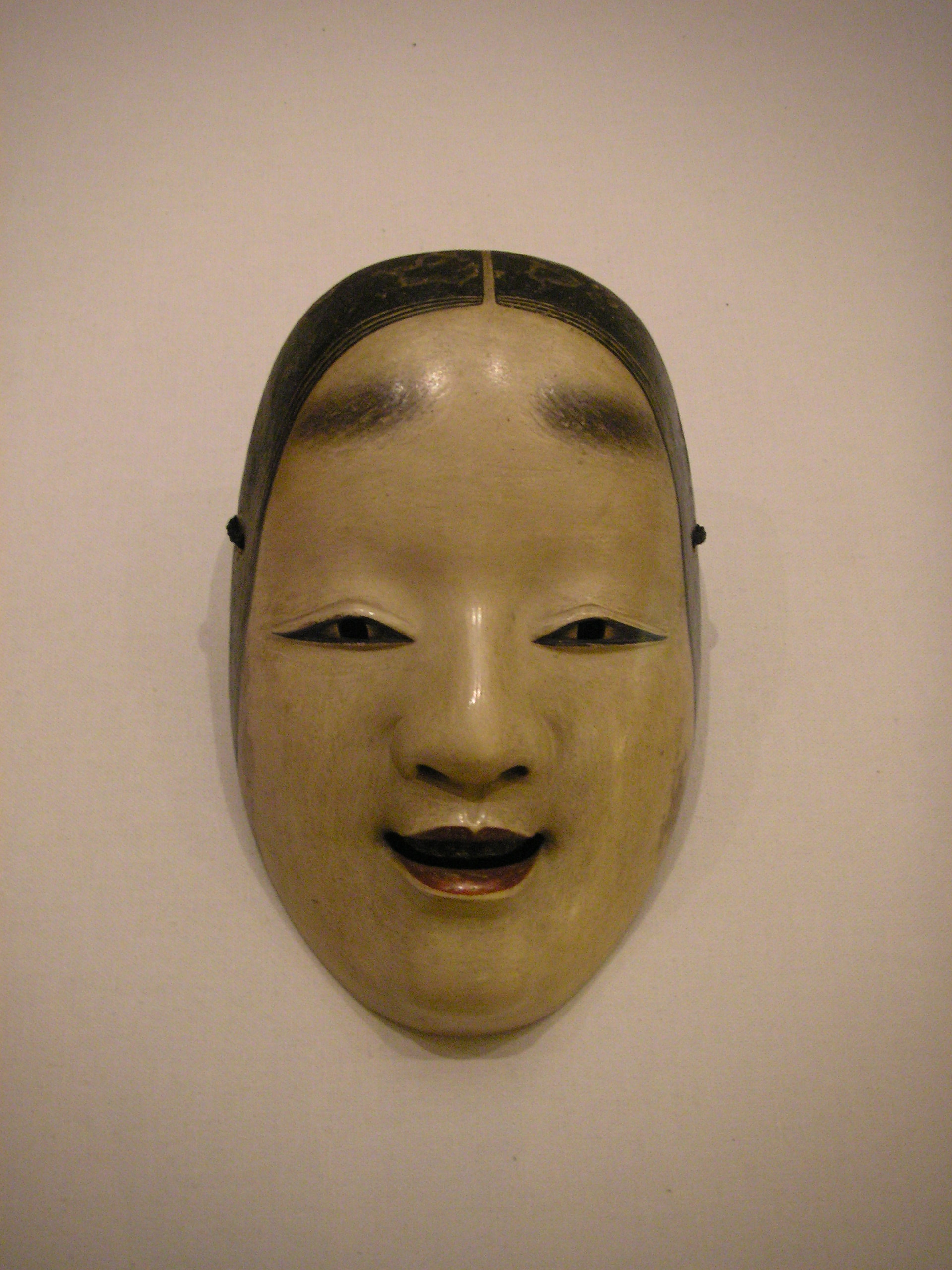
能面 小面

小面（日语：／ koomote */?）為能劇中所使用面具「能面」的女面之一種，而其中「小面」為女面中最年輕的面。「小面」中的「小」包含著年輕、可愛、美麗的意思。

## 能面
能面（日语：のうめん、面おもて）是能劇演出中所使用的面具。通常只有主角使用能面，配角及狂言角等不使用。有時用來嚇鬼，所以有些嚇人。

### 歷史
能面中能夠確認其製造年代的極少，而且能面的早期資料非常少，所以現在人們還無法弄清能與假面的結合過程及能面自身的發展過程，只能做大概的推測。能之前的猿樂能中的翁猿樂已經使用翁面、三番叟面。一三四九年春日大社若宮臨時祭上演的田樂能也已經使用假面，因此認為「能」從它誕生時起就開始使用假面了。

### 種類
能面的種類繁多，分別為翁面、老人面、鬼神面、女面、男面、靈面、特殊面等幾大類型。此外，不使用假面時稱做「直面」。「直面」演出時演員要控制自己的表情，儘量不形於色。這是因為「直面」也具有假面性質的緣故，所以能樂界把直面也歸屬為能假面的一種。

### 表情
能面表情大致能分成兩大系列:以般若面為代表的，生氣或威嚇等極端外露出的瞬間表情，以及以小面為代表的，平淡而無從捕捉的中間表情兩種。「在小面之中藏著般若」指的是即使在美麗的女性的內面，也藏著恐怖而悲傷的鬼的個性。
像是般若這樣激動相貌的面，不會長時間停留在舞台上。在描繪出鮮烈而激情的軌跡之後，便會在調伏的悲傷之中消失。而小面般的中間表情，則是藉由在舞台上的角度變化和動作、意境，讓同一張中間表情的能面散發出不同的神韻。

### 使用方式
舞台上使用能面的技法，主要可分為將能面上下，和左右移動兩種方式。因能面只要有些許的角度變化，就會產生出不同的表情和神韻，因此常藉由移動能面位置，詮釋角色心境的變化。而其中，能面上仰時叫做「照」（日语：／）用來表示遠望，又或者是高興的感情表現。向下則稱作「曇」（日语：／），表現悲傷、哭泣，又或者是心中深刻的決意。靜靜的向左右來回看的叫做「用面」，用來表示靜聽風聲和蟲聲等。

## 女面分類
女面就算說是能之花也不為過。不同於男面是以角色個性做為區別基準，女面首先是以年齡做分別。由幼到老分別為少女的小面、若女、節木增、孫次郎，中年的深井、曲見，而到老年的姥、老女。其中老女面在能中年齡最為年長。女面是能面中最美最具能面特徵的面，表情為中間表情、不大悲亦不大喜，不鮮明地表現喜怒哀樂，男面和老人面雖然也是中間表情，但女面在這個特徵上最為突出。各種女面的眉毛都畫得很高，牙齒塗黑色。這是因為日本古代社會有女性拔眉，用眉筆畫高眉，染黑牙齒的風俗。

### 小面
女面之中最年輕的面，代表著可憐、溫柔、純真的美女，為能面中的代表作之一。小面特徵為臉頰豐潤，眼鼻嘴集中在臉的中央部，額頭寬下顎長，給人的感覺非常純真的觀感。使用曲目有「東北」、「井筒」。

### 若女面
比小面稍微年長，端麗的美女形象。若女面的表情和「增」差不多，只是上眼瞼的彎曲形狀及嘴兩端的曲線有些不同。比「增」艷麗一些。

### 萬媚面
萬媚面屬於小面的一種，比一般女面妖艷，用於妖媚女性。使用曲目有「熊野」、「江口」

### 增女面
關於增面名稱的由來，金剛流秘傳書上記錄了兩種說法，一種認為由於此面是增阿彌所作，另一種認為因為「增」面比「小面」、「孫次郎」更增加了一點艷麗的緣故。「增」額頭比「小面」「孫次郎」寬且長，下巴稍短，整個臉部下傾，給人理性強、品位高的形象。使用曲目有「熊野」、「江口」。

### 深井面、曲見面
深井面以前也寫做「深」或「深女」。關於此名稱的由來，一般認為是由於此面表現出人物無論年齡還是生活閱歷都已加深的緣故。「深井」面比年輕女面臉頰消瘦、憔悴，鬆弛的兩腮上有淺顯的皺紋、眼窩有些塌陷，雙目俯視下方。
「曲見」面的額頭和下顎比「深井」面突出，臉中間部分的肌肉鬆弛，比「深井」面略顯老。表情悽然寂寞。「深井」「曲見」多用於失去孩子精神一時處於狂亂狀態的狂女。如《隅田川》《百萬》中的主角等，此外還用於《砧》《芭蕉》《定家》等表現中年女性的劇目。

### 姥面
用於老年女姓。它是在相對大量的歌曲中被使用。面部表情也多有不同。使用曲目有「姨捨」、「関寺小町」。

### 老女面
用於老年女性，使用曲目有「卒塔婆小町」、「関寺小町」

### 其他
此外還有屬於年輕女性的節木増面、孫次郎面、增髮面、近江女面等等。

## 小面風貌
江戶中期流傳下來的書物中提到「今春（金春家）的面。一說是因面較小，因此稱為小面。一說是深女（深井面）的女兒，因此稱為子面（發音和小面相同）。」可以說「小」這個字是表達大小、年齡，又或者是溫柔的美感的接頭語。關於深女稍後會提到，是表現中年女性的面。在進入可以說是能的青年期的室町中期之後，年輕的女面相繼地被創造出來。在這之前，基本都是使用帶著幼稚味道的小面去詮釋女性為主角的能劇。進到室町末期後，小面成為了「今春的面」而成為金春流著名的小面。室町末期的書《舞藝六輪之次第》提到「今春的小面年約廿二三」，而現存的小面，最年輕的大約是表示十六、七歲左右的少女。
而其中最負盛名的，是豐臣秀吉收藏的室町初期的三個小面，按照年輕和華艷度的順序，分別取名叫花之小面、月之小面、雪之小面。
就面具外觀來看，女面之所以能看得見額頭，除了因為眼睛的位置比現實還低之外，也有剃掉眉毛而另畫眉墨的因素在內，但是也有為了和戴著能面的男演員互相保持平衡的可能在其中。而小面的眼睛的位置，和現實相比非常的低，使用了額頭較寬而下巴長，眼鼻嘴集中在臉部中央，這比例相當接近幼兒，更加強調出了青澀的效果。此外女面的五官相當寬大，面部帶著豐餘的肉、還有漂亮的細長眼可以說是最主要的印象。以井伊家傳來的女面為例，鼻子為團子形狀，長寬比例大約是71:100，和現代女姓來比較算是相當寬的。角度也開到了30度。而井伊家的雪小面，以美容整形的概算來看，眼睛也是相當的細長，占了能面橫幅的1/3到1/2。
此外有一說「集約表情」是為能面的特性，舉例而言，小面就是「非常美麗、惹人憐愛的少女」的典型。但是，在這之中也帶著些許「挾帶著幾分的憂愁和喜悅，並且在這之中散發出了美豔和迷人的氣息」的表情。而集約表情，是為了創造出「非常美麗可愛的少女」的典型。舉例而言，在小面上找不到生氣少女的因素，因為為了得到美麗少女的典型，而必須把生氣的表情給排除。然而通過光線和陰影的角度，同一張能面亦會產生變化。由光的照射，臉的顏色、表情、神韻看起來也會不同。
動作上，雖然女面各式各樣，但小面主要代表著惹人憐愛而又風姿端正的氣息，為蘊含著中世紀日本女性的年輕與美貌的代表性能面。

## 外部連結
- 能面一覽（日語）
- 能樂 （页面存档备份，存于）（日語）
- 女面（日語）